# Sunday Express
Sunday Express este un ziar britanic săptămânal, înființat în anul 1918. Din anul 2000, ziarul este deținut de compania Northern & Shell, aflată în proprietatea omului de afaceri Richard Desmond.
În luna mai 2008, tirajul ziarului era de 657.950 exemplare.